# Kiyoshige Koyama
Kiyoshige Koyama (Japans: 小山清茂, Koyama Kiyoshige) (Nagano, 15 januari 1914 – 6 juni 2009) was een Japans componist en muziekpedagoog.

## Levensloop
Koyama studeerde aan het Nagano Teacher's College en behaalde daar zijn diploma in 1933. Daarna was hij 22 jaar leraar aan verschillende scholen. Hij studeerde compositie bij docenten als Komei Abe en Tomojiro Ikenouchi. Met zijn eerste compositie nam hij in 1946 deel aan een compositiewedstrijd in de Composition division of the Music Competition of Japan. In 1955 concentreerde hij zich uitsluitend op het componeren. In 1957, 1959 en 1962 werd hij voor zijn deelnemende werken onderscheiden met prijzen. Naast zijn werkzaamheid als componist was hij ook tot zijn pensioen professor aan het Kobe Yamate Women's Junior College.

## Composities

### Werken voor orkest
- 1946 Shinano-bayashi, voor orkest
- 1953/1958 Japanese Folk Songs, voor kamerorkest
- 1957 Kobiki-Uta, voor orkest
  1. Theme
  2. Bon Odori (Bon Dance)
  3. Asa no Uta (Morning Song)
  4. Finale
- 1959 Symphonic Suite "Nōmen" (Noh Masks)
  1. Yorimasa
  2. Zo-onna
  3. Obeshimi
- 1964 Ainu no Uta, voor strijkorkest
- 1976 Chidori ni yoru hen'yô (Transfiguration by Chidori)
- 1976 Hina-Uta No.1, voor orkest
- 1978 Hina-Uta No.2, voor orkest
- 1981 Hina-Uta No.3, voor orkest

### Werken voor harmonieorkest
- 1969 Music, voor althobo en harmonieorkest (in opdracht van het American Wind Symphony Orchestra)
  1. Taue-Uta
  2. Hana-Matsuri
- 1970 Kobiki-Uta, voor harmonieorkest
  1. Theme
  2. Bon-Odori
  3. Asa no Uta
  4. Finale
- 1970 Dai-Kagura, voor harmonieorkest
- 1970 Otemoyan, voor harmonieorkest
- 1970 Mogura-Oi, voor harmonieorkest
- 1970 Echigo-Jishi, voor harmonieorkest
- 1979 Hana-Matsuri, voor harmonieorkest
- 1993 "Nōmen" (Noh Masks), symfonische suite voor harmonieorkest

### Muziektheater

#### Opera's
| Voltooid in | titel                                                    | aktes | première                                | libretto |
| ----------- | -------------------------------------------------------- | ----- | --------------------------------------- | -------- |
| 1972        | さんしょう太夫 (Sanshô dayû - Een leven zonder vrijheid) |       | 29 maart 1972, Tokio, Toshi Center Hall |          |
| 1974/1977   | こんにゃく問答 (Konyaku Mondo)                           |       | 8 maart 1978, Tokio, Yubin Chokin Hall  |          |

### Koormuziek
- Lullaby of Itsuki voor gemengd koor

### Werken voor piano
- 1967 Kagome-Variation
- Children Songs for piano
- Collection of piano pieces
- Intro to piano thru Japanese harmony
- Coming Summer (Natsu-Wa Kinu)

### Werken voor traditionele Japanse instrumenten
- 1962 Ubusuna voor koto en andere traditionele Japanse muziekinstrumenten
- 1962 Wagakki no Tame no Shijusokyoku Kwartet voor Japanse instrumenten (Shakuhachi, 2 Koto, Jushichi-gen)
- 1963 Okume - Okiku
- 1964 Waggaki no Tame no Gassokyoku
- 1965 Urashima Taro - Kodomo no Yume
- 1966 Fudo Yonsho
- 1968 Wagakki no Tame no Shijusokyoku Dai Niban Kwartet voor Japanse instrumenten no. 2
- 1968 Wagakki no Tame no Sanjusokyoku Trio voor Japanse instrumenten (2 Koto, Jushichigen)
- 1971 Akatsuchi ni naru imôto (zang met Japanse instrumenten)
- 1973 Wagakki no Tame no Gojusokyoku Kwintet voor Japanse instrumenten
- 1978 Wagakki no Tame no Hensokyoku variaties voor Japanse instrumenten
- 1980 Hagoromo
- 1985 Nenyamonya Hensokyoku Variations Nenyamonya
- 1996 Sakura Sakura for koto ensemble
- Tenchi Sosei